# Il mercante di stelle
Il mercante di stelle è un album di Sal Da Vinci, pubblicato nel 2010 dall'etichetta discografica Sony.

## Tracce
1. Il mercante di stelle
2. Orologio senza tempo
3. Famme vedé
4. Vita
5. Cercami
6. Un grande amore e niente più
7. Il nostro concerto
8. Gli Amori
9. Uguale a lei
10. Tu che mi hai preso il cuor